# 黑鞍腔吻鱈
黑鞍腔吻鱈，為輻鰭魚綱鱈形目鼠尾鱈科的其中一種，分布於印度洋肯亞、坦尚尼亞外海、安達曼海等海域，屬深海底棲性魚類，深度293-400公尺，體長可達21公分，棲息在底層水域，生活習性不明。